# Camilo Puertas
Camilo Puertas Fernández (16 de junio de 1994) es un deportista español que compite en duatlón. Ganó una medalla de plata en el Campeonato Europeo de Duatlón Campo a Través de 2018.

## Palmarés internacional
| Campeonato Europeo | Campeonato Europeo | Campeonato Europeo | Campeonato Europeo |
| Año                | Lugar              | Medalla            | Prueba             |
| ------------------ | ------------------ | ------------------ | ------------------ |
| 2018               | Ibiza ( España)    | Medalla de plata   | Individual         |